# رؤية كينيا 2030

شعار رؤية كينيا 2030.

رؤية كينيا 2030 (بالسواحلية: Ruwaza ya Kenya 2030) هو برنامج تنموي في كينيا بدأ من عام 2008 وينتهي عام 2030. أُعلن عن الرؤية في 10 يونيو 2008 من قبل الرئيس الكيني مواي كيباكي. الهدف من الرؤية مساعدة كينيا على التحول إلى بلد صناعي حديث، تهدف الرؤية لتوفير نقلة نوعية عالية في حياة جميع مواطني كينيا بحلول عام 2030 في بيئة نظيفة وآمنة. وُضعت الرؤية من خلال "عملية تشاورية شاملة وتشاركية لأصحاب المصالح التي تنطوي على الكينيين من جميع أنحاء البلاد"، تستند الرؤية على ثلاثة أركان: الاقتصادية والحياة الاجتماعية والسياسية، وتأتي الرؤية بعد قفز نمو الناتج المحلي الإجمالي للبلاد من 0.6٪ في عام 2002 إلى 6.1٪ في عام 2006، تحت إستراتيجية الإنعاش الاقتصادي لخلق الثروة والعمالة.
سيتم تنفيذ رؤية كينيا 2030 في خطط خمسية متتالية، أول خطة تغطي الفترة (2008-2012). في إطار هذه الرؤية توقعت كينيا أن تحقق أهدافها الإنمائية للألفية بحلول الموعد النهائي في عام 2015، على الرغم من أن ذلك لم يتحقق.

## الأسس
تركز إستراتيجية رؤية 2030 على الإصلاحات والتنمية عبر 10 قطاعات رئيسية:
- البنية التحتية.
- العلوم والتكنولوجيا والابتكار.
- إصلاح القطاع العام.
- السياحة.
- الزراعة.
- التجارة.
- الصناعة.
- العمليات التجارية وتكنولوجيا المعلومات والاتصالات.
- الخدمات المالية.
- التعليم والتدريب.